# Pachysticus crassipes
Pachysticus crassipes är en skalbaggsart som beskrevs av Leon Fairmaire 1889. Pachysticus crassipes ingår i släktet Pachysticus och familjen långhorningar.
Artens utbredningsområde är Madagaskar. Inga underarter finns listade i Catalogue of Life.